# Francisco Javier Puchol Ruiz

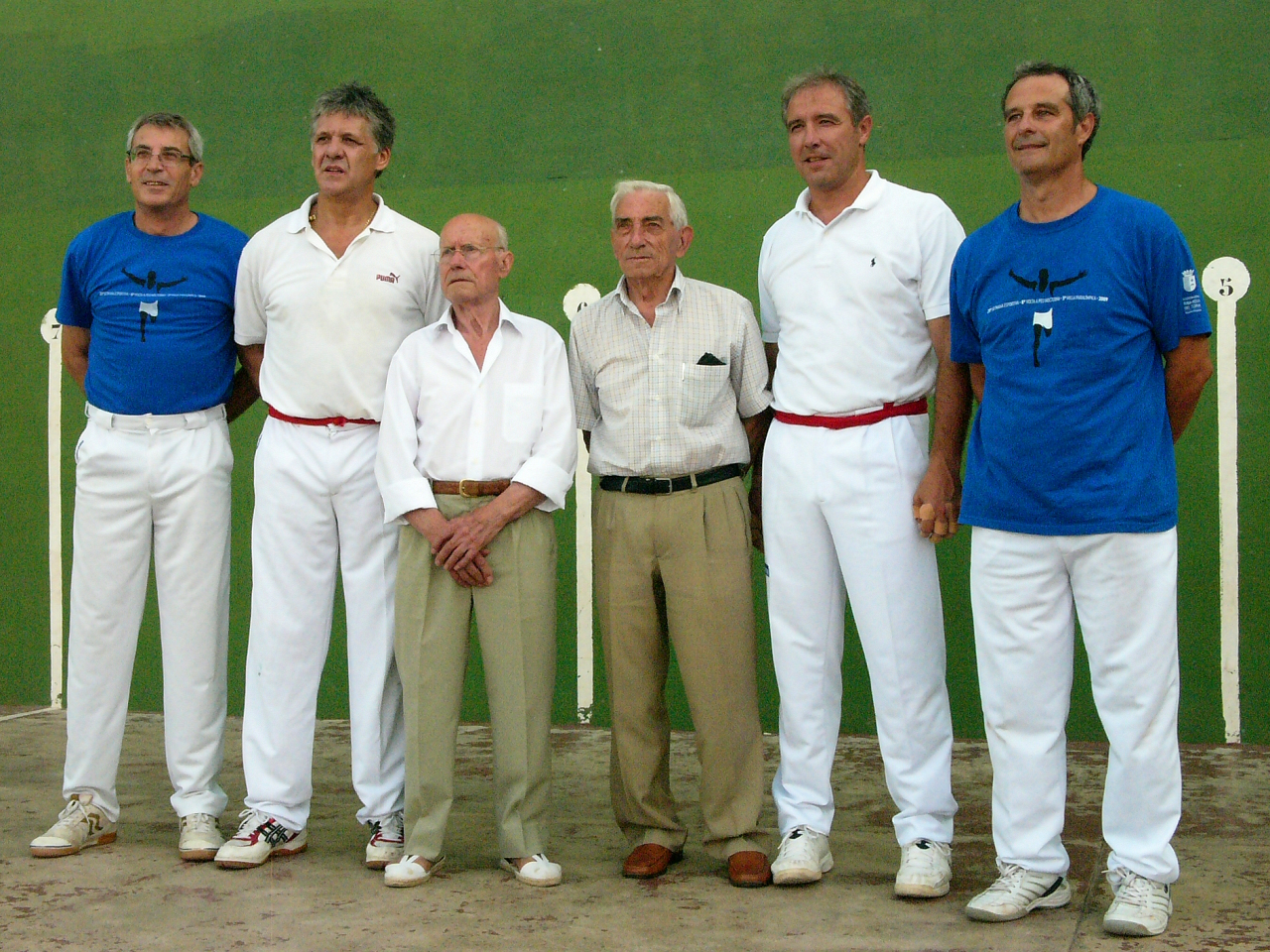
Puchol, a l'esquerra, junt altres figures de la seua època (Genovés, Sarasol i Fredi) i anteriors (Sabateret i Juliet) en una partida de velles glòries del 2009.

Francisco Javier Puchol Ruiz (Vinalesa, 1960) és un polític i pilotaire valencià conegut com a Puchol, actualment alcalde de Vinalesa (l'Horta Nord) des de 2019 pel PSPV-PSOE.

## Biografia
Enginyer tècnic en química industrial i tècnic superior en prevenció de riscos laboral de formació, Puchol va ser pilotaire professional als anys 90 del segle xx. Els primers contactes amb la Pilota valenciana són al frontó d'un bar del seu poble natal. Prompte destacà en l'equip de galotxa, i més tard passà a jugar als trinquets, en els quals destacaria com a dauer d'Escala i corda. Durants els anys 90 va destacar com un dels millors jugadors del moment. En 1993 va ser finalista de la Lliga Professional, perdent la final per 60-55 contra Pigat II.
El final de la seua carrera esportiva, al voltant dels 40 anys, ha estat marcada per la participació en l'equip de llargues del Poble Nou de Benitatxell com a banca. També va continuar participant en competicions d'aficionats en la modalitat de frontó o en exhibicions amb altres antigues figures reconegudes. Malgrat la seua edat, aconseguí diversos campionats de enfrontant-se a jugadors molt més joves que ell.
Va destacar pel seu poderiu físic, la seua esquerra i el seu cop de "bragueta". Al frontó és conegut per la seua treta ben col·locada. A més, va arribar a jugar en tornejos internacionals com a membre de la Selecció Valenciana de Pilota, sent campió del món de llargues en 1996 i 1998, i subcampió del món en 1999.
El seu fill Xavier continua la nissaga com a Puchol II.

## Política
Militant del Partit Socialista del País Valencià-PSOE, va ser escollit regidor de l'ajuntament del seu poble a les eleccions de 1995 repetint en la següent legislatura fins a l'any 2003. A les eleccions de 2019 encapçalà la candidatura socialista a l'alcaldia aconseguint el suport per tal d'arribar a Alcalde amb els vots dels regidors de Compromís.

## Palmarés esportiu
- Campió del Campionat Nacional d'Escala i Corda: 1984
- Subcampió del Campionat Nacional d'Escala i Corda: 1985 i 1991
- Subcampió del Circuit Bancaixa: 1993
- Campió del Campionat Autonòmic de Frontó Individual: 1998, 2002 i 2003
- Subcampió del Campionat Autonòmic de Frontó Individual: 1999
- Subcampió del Campionat Autonòmic de Frontó per Parelles: 2008

Campionats Internacionals de Pilota
- Campió del Món de Llargues, Maubeuge (França) 1998